# 海老名氏
1. 小野朝臣横山党を出自の海老名氏。本項で詳述。
2. 清和源氏山名氏を出自。但馬・播磨・備後・安芸守護。山名教豊の四男が海老名豊継を称したのが始まり。
3. 海老名耕地の海老名氏。

海老名氏（えびなし）は主に武家の氏族である。
1の海老名氏は、
家紋は「庵に二つ木瓜」・「二つ木瓜 に 庵」。荻野氏・小野氏・本間氏・国府氏などの庶家を分出している。
後に海老名季久は、治承・寿永の乱（源平合戦）に功をたて鎌倉幕府の御家人となっている。根拠地は相模国の高座郡で、現在の神奈川県海老名市。その後、海老名氏は播磨国・矢野荘に地頭職を与えられ国人領主を務め、その分流が「播磨海老名氏」の基となった。また室町幕臣へも一門より輩出している。
3の海老名耕地の海老名氏は、
元弘3年（1333年）鎌倉幕府の討幕運動により、北関東より攻めてきた新田義貞軍と戦い、敗退。永享10年（1438年）に永享の乱があり、関東管領の足利持氏との戦いで滅亡した。海老名氏の館は有鹿神社のすぐ南にあり（現在名は上郷、御屋敷）、氏神として有鹿神社とその別当寺の総持院を篤く崇敬していたが、海老名氏の滅亡と共に往時の権勢を失い衰退する。